# Мац, Григорий Зельманович
Григорий Зельманович Мац (1920—1977) — участник Великой Отечественной войны, командир батареи 45-мм пушек 8-го гвардейского истребительно-противотанкового дивизиона 7-й гвардейской воздушно-десантной дивизии 52-й армии 2-го Украинского фронта,
Герой Советского Союза, гвардии старший лейтенант.

## Биография
Родился 2 января 1920 года в посёлке Перещепино ныне Новомосковского района Днепропетровской области (Украина) в семье раввина. Еврей. Член КПСС с 1942 года. Окончил тепломеханический техникум мясомолочной промышленности в городе Полтава. Работал в Узбекистане.
В 1940 году призван в ряды Красной Армии. В 1942 году окончил Ростовское артиллерийское училище. В боях Великой Отечественной войны с 1942 года. Воевал на Северо-Западном, Юго-Западном, Северном и 2-м Украинском фронтах. Освобождал Курск, Ахтырку, Полтаву, Кременчуг. Участвовал в форсировании Днепра.
В конце ноября 1943 года нашему командованию стало известно о готовящемся прорыве немцев в районе украинского города Черкассы. На одном из самых танкоопасных направлений по приказу командующего заняла позицию батарея гвардии старшего лейтенанта Г. З. Маца. Днём 1 декабря 1943 года немцы начали первую атаку. Подпустив танки на 200 метров, батарея встретила врага плотным прицельным огнём. Противник повернул вспять, шесть «тигров» и три бронетранспортёра остались догорать на поле боя.
В повторную атаку гитлеровское командование бросило 38 танков и более десяти бронетранспортёров с пехотой. Начался неравный поединок. Сотни снарядов, град пуль обрушились на батарею. Но артиллеристы держались стойко. Были подбиты восемь танков, бронетранспортёр.
Однако и батарея несла потери. Командир был тяжело ранен, но продолжал управлять огнём оставшихся пушек и противотанковых ружей. От прицельного огня запылало ещё шесть танков, свалились на бок три подбитых бронетранспортёра. И опять был ранен командир батареи. В пылу тяжёлого боя товарищам показалось — смертельно. Поэтому командир дивизиона в наградном листе написал: «Тов. Мац умер от ран на руках выращенных им гвардейцев. Офицер погиб, уничтожив со своей батареей 14 танков, 4 бронетранспортёра и до роты солдат и офицеров противника».
Однако офицер-артиллерист остался жив. Раненый, он был взят в плен. Красная Армия шла на запад. В июле 1944 года были освобождены Люблин и Майданек. Полуживой Г. З. Мац оказался среди тех, кого немцы, отступая, не успели уничтожить.
В Киеве Г. З. Маца лечили в военном госпитале. Врачи спасли ему жизнь, но последствия ранений остались. После излечения Г. З. Мацу были вручены орден Ленина и медаль «Золотая Звезда» (№ 4219).
После войны М. Г. Мац — в запасе. Жил в городе Харьков (Украина). В 1948 году окончил среднюю юридическую школу, затем — Харьковский юридический институт. Работал в юридической консультации. Умер 11 октября 1977 года. Похоронен на кладбище № 2 в Харькове.

## Награды
Указом Президиума Верховного Совета СССР от 17 мая 1944 года за мужество и героизм, проявленные при отражении атаки противника, и умелое руководство боем гвардии старшему лейтенанту Григорию Зельмановичу Мацу присвоено звание Героя Советского Союза.
Награждён орденами Ленина, Отечественной войны 2-й степени, медалями.

## Память
Именем Героя названы улицы в городе Карши (Узбекистан), откуда он уходил на воинскую службу, и в городе Черкассы.